# Бекке, Фридрих Иоганн Карл
Фридрих Иоганн Карл Бекке (нем. Friedrich Johann Karl Becke; 1855—1931) — австрийский минералог и петрограф.

## Биография
Родился 31 декабря 1855 года в Праге в семье судетского немца, занимавшегося книжной торговлей. 
Начальное и среднее образование получил в гимназиях Праги, Ческе-Будеёвице и Вены. В 1874 году поступил в университет Вены и под влиянием лекций преподавателя Густава Чермака решил посвятить себя минералогии. Студенческие работы Фридриха Бекке привлекли внимание Чермака, и после окончания университета Бекке стал его ассистентом.
Первая печатная работа Бекке была посвящена описанию нового поляризационного микроскопа для петрографического исследования пород и минералов — «Ein neuer Polarisationsapparat von E. Schneider in Wien» (1879 год). Он провел первое петрографическое исследование метаморфических пород Австрии, и результаты этой работы легли в основу его диссертации «Kristalline Schifer des niederốsterreichischen Waldviertels», защищенной в 1882 году.
Научная карьера Бекке как учёного началась в 1882 году с должности ассистента профессора в Черновицком университете, где с 1885 года он был ординарным профессором минералогии, а с 1888 по 1890 годы он был профессором в Черновицком университете на Украине. В 1890 году Бекке был приглашен на должность профессора в Карлов университет в Праге и стал на этом посту преемником В. Цефаровича. Затем он работал в университете Карла Фердинанда в Праге. В 1898 году он эмигрировал в Австрию, где работал в Венском университете и где с 1918 по 1919 возглавлял ректорат. С 1911 по 1929 годы он был генеральным секретарем Австрийской академии наук. Он считается изобретателем метода определения минералов на основании их оптических свойств и «линии Бекке». Иностранный член-корреспондент Петербургской Академии наук (1912).